# Xã Lowell, Quận Marshall, Nam Dakota
Xã Lowell (tiếng Anh: Lowell Township) là một xã thuộc quận Marshall, tiểu bang Nam Dakota, Hoa Kỳ. Năm 2010, dân số của xã này là 50 người.